# Noémie Merlant
Noémie Merlant (París, 27 de novembre de 1988) és una actriu i cantant francesa. Ha estat nominada per les seves actuacions dues vegades als Premis César, inclosa una nominació pel seu paper més destacat a Portrait de la jeune fille en feu.